# Pau de Constança

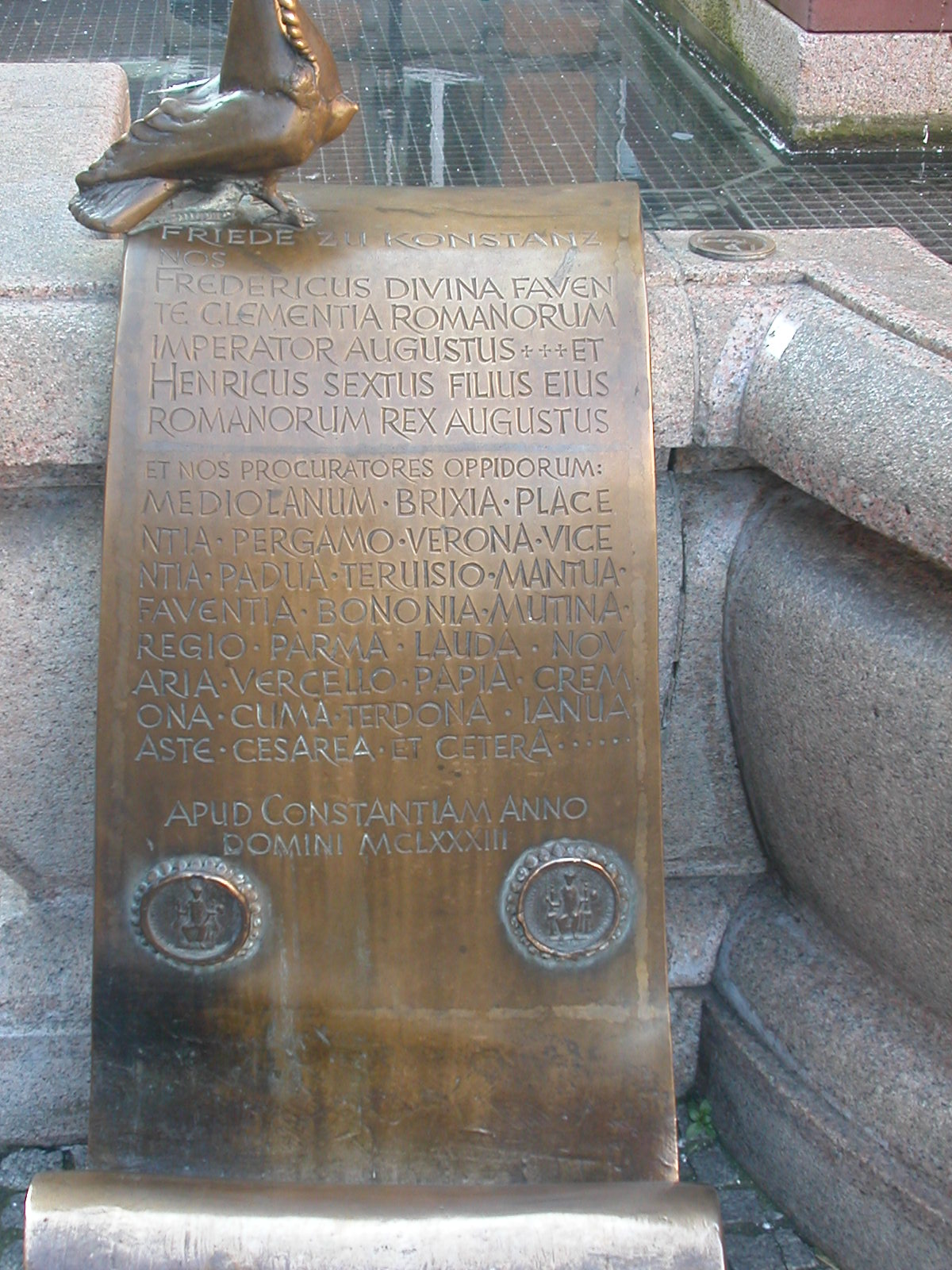
Monument commemoratiu de la Pau de Constança a la font Kaiserbrunnen de Constança

La Pau de Constança de 1183 va ser el tractat firmat a la ciutat de Constança entre l'emperador Frederic I Barbaroja i les ciutats de la Lliga Llombarda.

## Antecedents
La lluita de les Investidures va enfrontar el papa amb els membres de les monarquies europees que creien tenir dret exclusiu a nomenar (investir) els càrrecs eclesiàstics; una disputa sorgida al segle xi que, en el cas d'Itàlia va fer sorgir dues faccions, els güelfs (partit eclesial) i els gibel·lins (partit imperial).
La completa derrota de les tropes de Frederic I del Sacre Imperi Romanogermànic a la batalla de Legnano en 1176 quan intentava obtenir el control efectiu d'Itàlia, va forçar a Frederic a signar la treva de Venècia en 1177 per la qual va reconèixer a Alexandre III com a papa legítim i va acordar una treva amb les ciutats italianes de sis anys fins al 1183. La situació es va resoldre en finalitzar la treva, quan ambdues parts van signar la Pau de Constança, definint les relacions entre elles.

## La Pau de Constança
L'acord reconeixia a l'emperador la sobirania suprema i les regalies (drets de peatge, tarifes, monedatge, impostos punitius col·lectius, i la investidura -elecció i destitució- dels detentors de càrrecs públics) quan aquest es trobés a Itàlia. Així, formalment, les ciutats italianes es reconeixien vassalles de l'emperador.
L'acord reconeixia a les ciutats el dret de construir muralles, de governar-se a si mateixes i el seu territori circumdant triant lliurement els seus magistrats, de constituir una lliga i de conservar els costums que tenien "des dels temps antics". Així doncs, l'emperador reconeixia de fet les llibertats i privilegis de les comunes italianes.

## Conseqüències
Aquest ampli grau de tolerància, al que l'historiador Jacques Le Goff anomena "güelfisme moderat", va permetre crear a Itàlia una situació d'equilibri entre les pretensions imperials i el poder efectiu de les comunes urbanes, similar a l'equilibri aconseguit entre l'imperi i el papat a través del Concordat de Worms (1122) que va resoldre la Querella de les Investidures.